# Willerby (Yorkshire du Nord)
Pour les articles homonymes, voir Willerby.
Willerby est un village et une paroisse civile du Yorkshire du Nord, en Angleterre.